# Žestilac
Žestilac ili čokavski Žestiloc je zaseok u općini Dobrinj na otoku Krku.

## Smještaj
Žestilac se nalazi na sjeveroistočnom dijelu otoka Krka, u unutrašnjosti, oko 1,5 km od mora. To je zaseok naselja Polje i nalazi se u njegovoj neposrednoj blizini, zapadno. Također vrlo blizu su i naselja Gostinjac te Sveti Vid Dobrinjski. Dobrinj i Šilo su udaljeni oko 3 km. Podno Žestilca je uvala Petrina.

## Porijeklo naziva
Prema toponomastičaru Ivi Jelenoviću naziv sela potječe od naziva za vrstu javora - "žestilo".

## Stanovništvo
Prema popisu stanovnika iz 2001. g. u Žestilcu je živjelo 8 stanovnika. To predstavlja porast od čak 100 % u odnosu na 1991. g. kada je popisano samo 4 žitelja, najmanje od kada se vrše popisi. 
Gledano kroz povijest Žestiloc je krajem 19. i početkom 20. st. imao između 50 i 70 stanovnika, a 1910. g. popisano ih je najviše, čak 86, što znači da današnjih 8 stanovnika nije niti 10 % onog broja stanovika koji su popisani 1910. g.
Nakon Prvog svjetskog rata dolazi do stalnog i značajnog opadanja broja stanovnika, a pred kraj 20. st. i velike prijetnje za potpuno odumiranje sela. Ipak, rast zabilježen između posljednjih popisa ukazuje na mogući oporavak teške demografske sitvacije Žestilca.
| broj stanovnika |       |       | 55    | 66    | 66    | 86    | 58    | 43    | 27    | 21    | 12    | 9     | 6     | 4     | 8     | 9     | 11    |
|                 | 1857. | 1869. | 1880. | 1890. | 1900. | 1910. | 1921. | 1931. | 1948. | 1953. | 1961. | 1971. | 1981. | 1991. | 2001. | 2011. | 2021. |

## Gospodarstvo
Žestiloc je oduvijek bio isključivo poljoprivredni kraj. Najznačajnije grane bile su ovčarstvo, ratarstvo i maslinarstvo.
Zbog blizine mora, turističkog mjesta Šila, dobre prometne povezanosti i očuvanog okoliša, moguć je razvoj turizma.

## Vanjske poveznice
- Službene stranica Općine Dobrinj  Arhivirana inačica izvorne stranice od 16. veljače 2010. (Wayback Machine)
- Službene stranice Turističke zajednice Općine Dobrinj  Arhivirana inačica izvorne stranice od 26. srpnja 2010. (Wayback Machine)